# El transformador metabólico
El transformador metabólico es una historieta serializada de 1979 del dibujante de cómics español Francisco Ibáñez protagonizada por Mortadelo y Filemón. 

## Sinopsis
Al profesor Bacterio se le ha roto una probeta que contenía un virus de su invención. Ese virus, que se ha esparcido por todo el edificio de la T.I.A., cambia radicalmente a las personas (al flojo lo vuelve fuerte, al honrado lo vuelve ladrón, etc.). Algunos empleados de la T.I.A. se contaminarán de ese virus provocando situaciones inverosímiles.